# Нортерн-Шайенн
Нортерн-Шайенн (англ. Northern Cheyenne Indian Reservation, на шайеннском языке — Tsėhéstáno) — индейская резервация алгонкиноязычного индейского племени северные шайенны. Находится в юго-восточной части штата  Монтана, США.

## История
Согласно постановлению американского правительства от 26 ноября 1884 года на Территории Монтана была создана резервация для северных шайеннов площадью 1 502 км². Вновь созданная территория граничила на западе с резервацией кроу, а на юге отделялась сорокамильным участком железной дороги. Этим распоряжением у белых поселенцев отнимали тысячи акров земли, что вызвало их большое недовольство, так как они считали их своими. Судебная тяжба продолжалась несколько лет.
19 марта 1900 года вышло новое постановление правительства, которое компенсировало потери белых поселенцев, а также северных шайеннов, которые поселились вне резервации к востоку от реки Тонг. Территория резервации увеличилась до 1 862 км².

## География
Резервация расположена на юго-востоке штата Монтана и включает часть округов Биг-Хорн и Розбад. Кроме того, к Нортерн-Шайенн относятся небольшие участки земли в округе Мид, штат Южная Дакота, к северо-востоку от города Стерджис между реками Спринг-Крик и Бэр-Бьютт-Крик. Общая площадь резервации, включая трастовые земли (26,479 км²), составляет 1 831,983 км², из них 1 831,651 км² приходится на сушу и 0,332 км² — на воду.

## Демография
В 2013 году в резервации проживало 5 012 человек, из них 91% были индейцами, а 72,8% шайеннами. Административным центром и самым большим населённым пунктом резервации является город Лейм-Дир.
Согласно федеральной переписи населения 2020 года в резервации проживало 4 456 человек, насчитывалось 1 196 домашних хозяйств и 1 319 жилых домов. Средний доход на одно домашнее хозяйство в индейской резервации составлял 46 957 долларов США. Около 28,7 % всего населения находились за чертой бедности, в том числе 32,1 % тех, кому ещё не исполнилось 18 лет, и 26,3 % старше 65 лет.
Расовый состав распределился следующим образом: белые — 222 чел., афроамериканцы — 5 чел., коренные американцы (индейцы США) — 4 042 чел., азиаты — 3 чел., океанийцы — 1 чел., представители других рас — 15 чел., представители двух или более рас — 168 человек; испаноязычные или латиноамериканцы любой расы составили 115 человек. Плотность населения составляла 2,43 чел./км².